# فتورسپیریشن

'

فتورسپیریشن ساده‌شده و چرخه کالوین

فتورسپیریشن (که با نام‌های چرخه فتوسنتز کربنی اکسیداتیو یا فتوسنتز C2 یا در انگلیسی Photorespiration شناخته می‌شود) به فرایندی در فیزیولوژی گیاهی اشاره می‌کند که در آن آنزیم RuBisCO کار اکسیژن‌دهی بر RuBP را انجام داده و به این ترتیب مقداری از انرژی تولید شده در فتوسنتز را هدر می‌دهد. واکنش مطلوب افزودن دی‌اکسید کربن به RuBP (کربوکسیل‌دار کردن) است که گام مهمی در چرخه کالوین می‌باشد، اما تقریباً در ۲۵٪ واکنشهای RuBisCO در عوض به RuBP اکسیژن اضافه می‌کند (اکسیژناز) و به این ترتیب محصولی ایجاد می‌کند که امکان استفاده آن در چرخه کالوین نیست. این فرایند بهره‌وری روند فتوسنتز را کاهش می‌دهد و خروجی فتوسنتز را در گیاهان C3 به‌طور بالقوه ۲۵٪ کاهش می‌دهد. فتورسپیریشن شبکه پیچیده‌ای از واکنش‌های آنزیمی را شامل می‌شود که متابولیت‌هایی را بین کلروپلاست‌ها، پراکسی‌زوم‌های برگ و میتوکندری و بدل می‌کند.
واکنش اکسیژن‌دهی RuBisCO فرایند اتلاف‌کننده‌ای است زیرا تولید ۳-فسفوگلیسریک اسید با نرخ پایین‌تری و با نرخ متابولیکی بالاتری در مقایسه با چرخه کالوین انجام می‌شود. اگر چه نتایج حاصل از این چرخه کربنی به تولید گلیسرآلدئید-۳-فسفات منجر می‌شود، حدود ۲۵٪ کربن تولید شده در قالب دی‌اکسید کربن و نیتروژن و آمونیاک آزاد می‌شود. سپس سلول باید آمونیاک راب با هزینه قابل توجهی سم‌زدایی کند. همچنین فتورسپیریشن به هزینه مستقیم یک آدنوزین تری‌فسفات و یک نیکوتین‌آمید آدنین دی‌نوکلئوتید انجام می‌شود.
معمول است که کل این فرایند را با نام فتورسپیریشن بشناسیم ولی از لحاظ فنی این اصطلاح فقط به شبکه متابولیکی اشاره می‌کند که برای نجات محصول تولیدشده از واکنش اکسیژن‌دهی (فسفو گلیکولات) عمل می‌کند.

## واکنش‌های فتورسپیریشنی

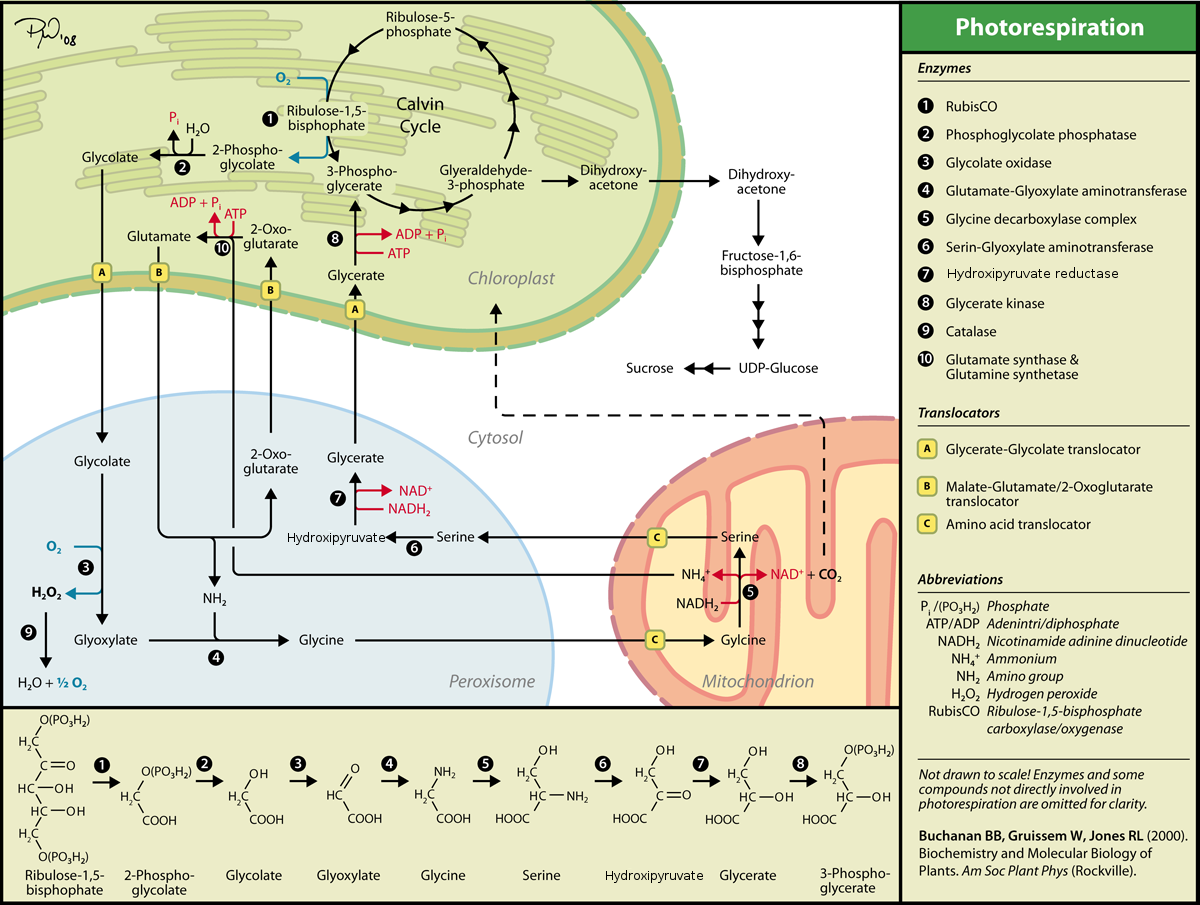
فتورسپیریشن

فتورسپیریشن از چپ به راست: کلروپلاست، پراکسی‌زوم و میتوکندری

اضافه شدن مولکولی اکسیژن به ribulose-1,5-bisphosphate باعث تولید ۳-فسفوگلیسریک اسید (PGA) و ۲-فسفوگلیکولات (2PG یا PG) می‌شود. PGA محصول طبیعی کربوکسیلاسیون است و با بهره‌وری وارد چرخه کالوین می‌شود. البته فسفوگلیکولات برخی از آنزیم‌های دخیل در تثبیت کربن فتوسنتزی را غیرفعال می‌کند (از این رو اغلب به آن «غیرفعال‌کننده فتوسنتزی» می‌گویند). بازیافت آن نیز نسبتاً دشوار است: در گیاهان پیشرفته‌تر این بازیافت از طریق مجموعه‌ای از واکنشها در پراکسی‌زوم، میتوکندری و همین‌طور در پراکسی‌زوم و تبدیل آن به گلیسیرات حفظ می‌شود. گلیسرات دوباره وارد کلروپلاست شده و از طریق همان حمل‌کننده‌ای انجام می‌شود که گلیسرات را خارج می‌کند. هزینه یک آدنوزین تری‌فسفات با تبدیل به ۳-فسفوگلیسیرات (PGA) (فسفرگیری) در داخل کلروپلاست که پس از آن آزاد می‌شود که دوباره وارد چرخه کالوین شود.

## مطالعه بیشتر
- گیاهان کم

## برای مطالعهٔ بیشتر
- Stern, Kingsley (2003). Introductory Plant Biology. New York: McGraw-Hill. ISBN 978-0-07-290941-8.
- Siedow, James N.; Day, David (2000). "Chapter 14: Respiration and Photorespiration". Biochemistry and Molecular Biology of Plants. American Society of Plant Physiologists.

1. ↑  Sharkey T (1988). "Estimating the rate of photorespiration in leaves". Physiologia Plantarum. 73 (1): 147–152. doi:10.1111/j.1399-3054.1988.tb09205.x.
2. ↑  Peterhansel C, Krause K, Braun HP, Espie GS, Fernie AR, Hanson DT, Keech O, Maurino VG, Mielewczik M, Sage RF (July 2013). "Engineering photorespiration: current state and future possibilities". Plant Biology. 15 (4): 754–8. doi:10.1111/j.1438-8677.2012.00681.x. PMID 23121076.